# Puszyna
Puszyna (niem. Puschine, 1936–1945 Erlenburg)– wieś w Polsce położona w województwie opolskim, w powiecie nyskim, w gminie Korfantów.

## Historia
Od końca XVIII w. wieś posiadała własną pieczęć gminną, na której wizerunku umieszczono trzy rośliny (drzewa?) o dziwnego kształtu kwiatach (lub koronach).

## Turystyka
Przez Puszynę prowadzi szlak rowerowy:
- Trasa rowerowa PTTK nr 263-n: Biała – Wasiłowice – Otoki – Grabina – Kolonia Otocka – Puszyna – Pleśnica – Śmicz – Miłowice – Prężyna – Biała